# Csopey László
Csopey László (Romocsaháza, 1856. október 1. – Budapest, 1934. június 23.) budapesti középiskolai tanár, műfordító.

## Pályája
A Bereg megyei Romocsaházán született, ahol apja Csopey László görögkatolikus néptanító volt. Édesanyja Zan Erzsébet. Középiskoláit Munkácson és Sárospatakon végezte. 1876-tól 1879-ig a budapesti egyetemen matematikát és fizikát hallgatott, 1883-ban tanári oklevelet szerzett. A szakjába vágó előadáskon kívül hallgatta Gyulai Pál, Greguss Ágost, Heinrich Gusztáv, Budenz József előadásait is. 1879-ben a miniszterelnöki fordítóosztályon mint rutén-orosz fordító nyert alkalmazást és a hazai rutén viszonyok tanulmányozásához fogott. 1887-ben a Természettudományi Társulat másodtitkárává választotta. 1883-tól 1925-ig Budapesten középiskolai tanárként működött.
Több éven át a Nemzet munkatársa. 1885-ben a Magyar Ifjúság Lapja szerkesztője, 1896-tól 1905-ig a Magyar Természettudományi Közlöny társszerkesztője. Természettudományi és szépirodalmi műveket fordított, elsősorban oroszból: Gogol, Turgenyev, Lev Tolsztoj) műveit.
Irodalmi működése kezdetben az orosz írók munkáinak fordítására szorítkozott, jelentősek érdemei az orosz irodalom hazai megismertetésében. 1878-ban megjelent az Ellenőrben Gogoltól A szorocsinci vásár; 1879-ben a Vasárnapi Ujságban a Kisasszony parasztruhában Puskintól és A szerény asszony Dosztojevszkijtől; a nevezett lapba 1879-től dolgozott részint saját neve alatt és névtelenűl, részint pedig -y -o. és a + b jegyek alatt; a Közvéleményben (1880. 113. sz. Hazai irodalom külföldön), a Pesti Naplóban A rettenetes bosszú Gogoltól. A Nyelvtudományi Közleményekben (1881. XVI. k. 2. füzet) Magyar szók a rutén nyelvben c. dolgozata jelent meg. Írt még a Budapesti Szemlébe (1884-85. 1889.) és a Fővárosi Lapokba (1884. 271. 272. sz.) A Nemzetnek három és fél évig munkatársa volt és főleg az orosz állapotokat ismertető politikai, valamint szépirodalmi cikkeket közölt; továbbá 1884-85-ben Emlékezés Turgenyev Iván családjára c. hosszabb tárcasorozatot fordított. A Földrajzi Közleményekben (1885-90.) kisebb-nagyobb ismertetéseket közölt Cs., Cs. L. jegyek, neve alatt és névtelenűl; a Természettudományi Közlönyben 1886-től több cikke, ismertetése jelent meg, a Földtani Közlöny XVII. kötetében, az Ethnol. Mittheilungenben (1887. néprajzi cikke.)
A vallás- és közoktatásügyi minisztérium megbízásából a hazai rutén népiskolák számára 1881-től 1884-ig az állam kiadásában rutén nyelven megjelentek tőle: ABC és első olvasókönyv, Vezérkönyv az ABC tanításához, 24 fali olvasó tábla Gönczy Pál nyomán, a Gáspár János-féle Második olvasókönyv,  a Nagy László-féle Beszéd- és értelemgyakorlatok,  a Groo Vilmos-féle Vezérkönyv a magyar nyelv tanításához és Magyar olvasókönyv a ruténajkú népiskolák számára,  a dr. Kiss Áron és Mayer Miksa-féle Magyarok története és Vezérkönyv a magyarok történetéhez című munka átdolgozása. 1887 után sajtó alá rendezte az országos segélyből megjelenő műveket és a Természettudományi Könyvkiadó legtöbb kötetét.
Szerkesztette a Magyar Ifjuság Lapját 1885-ben, melynek több mint egyharmadát maga írta.

## Munkái
- Bulyba Tarasz. Beszély, oroszból ford. Almási László. Bpest, 1878. (Olcsó Könyvtár 61.)
- Orosz beszélyek. Írták Puskin S., Gogoly M., Krylov I. és Dosztojevszkij F., ford. Uo. 1882. (Olcsó K. 149.)
- Rutén-magyar szótár. Uo. 1883. Online (Az MTA által 1881-ben Fekésházy-jutalommal kitüntetett pályamunka.)
- Turgenyev, Költemények prózában. (Oroszból ford.) Uo. 1884. (Olcsó Könyvtár 172.)
- Nyikolaj Mihajlovics Przsevalszkij, Zajtánból Khamin át Tibetbe s a sárga folyó vidékére. Oroszból dolgozta. Uo. 1884. (Utazók Könyvtára IV.)
- Turgenyev, Egy vadász iratai. Oroszból ford. Uo. 1885. (Olcsó K. 187.)
- Lev Nyikolajevics Tolsztoj, Szebasztopol. Uo. 1889.